# Catherine Rousselet-Ceretti
Catherine Rousselet-Ceretti (ur. 17 maja 1943 w Paryżu) – francuska florecistka, dwukrotna medalistka mistrzostw świata.
Podczas mistrzostw świata w Moskwie w 1966 roku Francuzki w składzie: Marie-Chantal Depetris-Demaille, Brigitte Gapais, Claudette Herbster-Josland, Annick Level i Catherine Rousselet-Ceretti wywalczyły brązowy medal w turnieju drużynowym. Wynik ten powtórzyły na mistrzostwach świata w Ankarze (1970).
Na igrzyskach olimpijskich w Tokio w 1964 roku była szósta w zawodach drużynowych, a indywidualnie odpadła w półfinałach. Na rozgrywanych cztery lata później igrzyskach olimpijskich w Meksyku była czwarta drużynowo, a indywidualnie odpadła w rundzie eliminacyjnej. Brała też udział w igrzyskach olimpijskich w Monachium w 1972 roku, indywidualnie docierając do półfinałów, a drużynowo zajmując szóste miejsce.